# Skräppekärr, Västergötland
Skräppekärr är en sjö i Varbergs kommun i Västergötland och ingår i Viskans huvudavrinningsområde.